# Hundaltarstenen
Hundaltarstenen är en klippa i Finland.   Den ligger i den ekonomiska regionen  Jakobstadsregionen  och landskapet Österbotten, i den centrala delen av landet, 400 km norr om huvudstaden Helsingfors. Hundaltarstenen ligger 34 meter över havet.
Terrängen runt Hundaltarstenen är mycket platt. Runt Hundaltarstenen är det glesbefolkat, med 11 invånare per kvadratkilometer. Närmaste större samhälle är Karleby, 19,5 km norr om Hundaltarstenen. I omgivningarna runt Hundaltarstenen växer i huvudsak blandskog.